# Записка готского топарха
«Записка готского топарха» (или «Записка греческого топарха», лат. Toparcha Gothicus) — анонимный исторический документ неясного происхождения на греческом языке. Представляет собой путевые заметки византийского чиновника (как обычно считается, топарха, хотя этого титула в тексте нет), который в конце X века с отрядом воинов проезжал по низовьям Днепра. Предположительно содержит уникальные сведения о таврических готах. В византинистике распространена точка зрения на «Записку» как на подлог XIX века, сфабрикованный её публикатором Карлом Бенедиктом Газе.

## Характеристика источника
К. Б. Газе, французский византинист немецкого происхождения, по поручению русского канцлера графа Н. П. Румянцева издал сочинение Льва Диакона в 1819 году на греческом языке с латинским переводом (впоследствии перепечатано в 1828 году, а первый перевод на русский язык этого издания был осуществлён Д. Поповым в 1820 году). В объяснительных примечаниях к этому изданию и была помещена «Записка», также с параллельным переводом на латинский язык. Название «Записка готского топарха» (Toparcha Gothicus), ныне принятое в науке, у Газе отсутствует; в самом её тексте титул «топарх» не упоминается. Данное название было впервые предложено А. А. Куником в 1874 году.
По сведениям, исходящим от Газе, «Записка» была найдена им в одном кодексе (находилась некоторое время в Национальной Парижской библиотеке), где также были разные письма Василия Великого, Фаларида и Григория Назианзина. Однако этот кодекс, так как был временным приобретением эпохи революционных и наполеоновских побед и контрибуций, вследствие трактатов 1814 и 1815 годов вместе с другими документами был возвращен неизвестно куда. В. Г. Васильевский предполагал нахождение рукописи в Венеции, Мюнхене, Гейдельберге и в других возможных местах. А. А. Васильев, М. В. Левченко и другие историки предполагали, что она должна находиться в какой-нибудь библиотеке Италии.
«Записка» состоит из трёх малых фрагментов, записанных на пустых страницах византийского кодекса X в. Фрагменты, по словам Газе, выглядели как черновые наброски путевых заметок. Повествование ведётся от первого лица. Датируется «Записка» обычно концом X — началом XI века. Автором является образованный византиец, наделённый властью топарха, но имя которого неизвестно.

## Содержание «Записки»
Существует мнение, что по смыслу фрагменты должны быть расположены в следующем порядке — идёт первоначально 2 фрагмент, затем 3, а потом уже идёт 1 фрагмент. Однако последовательность фрагментов (1-й, 2-й, 3-й) принята по большинству изданий источника.

### Первый фрагмент
В этом фрагменте описывается тяжёлая переправа через Днепр группы вооружённых людей на лодках, когда река неспокойна и полна ледостава. Из-за ледостава пришлось им долго дожидаться замерзания реки и потом уже переправляться верхом на лошадях. Прибыли в селение Борион, где восстановили свои силы, а затем из-за вьюги необходимо было задержаться на некоторое время. Предполагалось дойти до Маврокастрона. Автор «Записки» с помощью наблюдений за звёздами предсказывал далее плохую погоду (которая и случилась):
Первая из звёзд уже совершала свой вечерний фазис, и сообразно с природой этой звезды изменилось состояние воздуха, — сейчас она называется Кронос. Ведь Кронос находился в началах Водолея, тогда как солнце проходило по зимнему (местоположению).
После продолжительной задержки путешественники отправились дальше в сопровождении туземцев. Однако из-за трудностей при преодолении пути проводники ушли домой. Путь был трудным не только из-за холодной погоды, но и из-за передвижения по враждебной земле.

### Второй фрагмент
В этом фрагменте говорится о вынужденной войне с варварами, так как они совершали грабежи и убийства в окрестных землях. Раньше они были справедливее, по причине чего к ним присоединялись народы и города, но в данный момент они не щадили никого:
Ведь они сделали безлюдными более десяти городов, деревень же было совершенно разорено не менее пятисот, и вообще, всё соседнее и близкое к нам как бы бурею было охвачено, а люди, ни в чём не повинные, обвинённые в нарушении клятвы, оказались во власти рук и мечей.
Варвары приближались к области, которой владел автор «Записки». Он пытался мирно урегулировать ситуацию, но война с ними была неизбежна. Варвары (всадники и пехота) ворвались на его землю в начале зимы, но с первого натиска её не удалось завоевать. После некоторых боёв, автору пришлось уехать из мест, где они шли, и поселиться в Климатах. Возле Климат была им построена крепость для дальнейшей борьбы с варварами.

### Третий фрагмент
В этом фрагменте продолжается разговор о постройке крепости, которая была поспешно возведена и окружена рвом. Снова о борьбе с варварами. Автор отмечает наличие у них более ста всадников, больше 300 пращников и стрелков. Во время затишья произошло собрание старейшин, на котором было решено пойти под власть могущественного правителя (помирившись с ним), жившего севернее Дуная. Возможных причин такого решения старейшин отмечается в «Записке» несколько:
Они же или как (люди), никогда не пользующиеся царской милостью, так как не заботились о более цивилизованных нравах, а домогались более всего самостоятельного управления, или потому, что были соседями царствующего к северу от Дуная, сильного многочисленным войском и гордого боевою силою, по отношению же к тамошним обычаям не отличались ничем своим собственным.
.
Автору «Записок» и было поручено отправиться к этому сильному правителю для совершения договора. Правитель принял его гостеприимно, и после беседы решил отдать всю власть над Климатами автору «Записок», да к этому ещё даровал ему одну область и ежегодный доход от своих земель.

## Интерпретации
Пристальное внимание в науке на «Записку» было обращено во второй половине XIX века (после работ Куника, а затем Васильевского). Предлагались различные гипотезы насчёт того, кто является повествователем, его подданными, враждебными варварами и дружественными варварами (во главе с сильным правителем), а также где находятся упоминаемые в «Записке» Климаты и Маврокастрон. Наиболее распространённой стала версия (которую поддерживал и сам Газе), что дружественные варвары — это русь во главе с киевским князем. Владения рассказчика связывают чаще всего с Крымом. Однако существует и точка зрения, приурочивающая место действия к Бесарабии, а правителя отождествляющая с болгарским царём Симеоном или Самуилом.
Датировка «Записки» исходя из её содержания неоднозначна, так как астрономическое положение Сатурна в созвездии Водолея повторяется каждые тридцать лет. Соответственно, различные исследователи исходя из прочих соображений выбирали даты такого положения, приходящиеся на разные годы X века.

## Гипотеза о подделке
Попытки отыскать рукопись «Записки» предпринимал А. А. Куник. Особенно активно этим занялся в 1927 году В. Н. Бенешевич, но поиски были безрезультатными (о чём и было сообщено на 37-м заседании Русско-византийской историко-словарной комиссии 17 мая 1928 года). Рукопись, находящаяся предположительно в Palatinus gr. 356, в его руки не попала. Только И. И. Шевченко, потратив много времени на поиски этих фрагментов, к 1970 году получил гейдельбергский манускрипт — Palatinus Graecus 356, в котором и находились те письма Василия Великого, Фаларида и Григория Назианзина, упоминаемые К. Б. Газе. Однако в этом манускрипте отсутствовали фрагменты «Записки».
И. И. Шевченко тщательно проанализировал рукописи К. Б. Газе, которые имелись в Национальной Парижской библиотеке. Результатом анализа стало выявление некоторых несоответствий, включая смысловые расхождения (выдающие редакторскую работу как с собственным текстом, например, замена греческого слова «город» на «деревня», которые невозможно спутать в рукописи, или вычеркивание в латинском переводе слов, соответствия которым нет в греческом тексте). В частности, при сопоставлении автографа К. Б. Газе и печатного текста «Записки» выяснилось, что они друг от друга отличаются — расхождения в характеристике документа, в определении его датировки, размера, в определении количества фрагментов (третий фрагмент «внезапно» появился только на этапе набора текста) и т. п. Кроме того, из переписки Газе с его патроном графом Румянцевым видно, что в 1816 году тот просил историка разыскать неизданные тексты, имеющие отношение «к истории моего отечества», но Газе, судя по ответу, на тот момент ещё не располагал текстом «Записки». Однако греческие кодексы, один из которых якобы содержал «Записку», были отосланы из Парижа союзникам раньше, в 1814—1815 годах.
В тексте имеются ошибки в греческом языке, сходства в словоупотреблении с собственноручным интимным дневником Газе, который он вёл по-гречески, а также культурные анахронизмы. Например, автор якобы X века называет византийские обычаи в положительном смысле «эллинскими», а варварских князьков «василевсами» (царями), в то время как в этот период слово «эллины» для византийцев означало «язычники, идолопоклонники» (сами себя они звали «ромеями», римлянами), а титул василевса, напротив, использовался прежде всего для самого византийского императора и применительно к варварам-язычникам был исключен. Такое словоупотребление характерно для античных и ранневизантийских текстов, с которыми Газе был знаком лучше. Кроме того, «Записка» использует в большом объёме цитаты из Фукидида, что нормальная практика в византийских исторических сочинениях, но труднопредставимо для путевых заметок чиновника, делавшихся непосредственно в поездке.
Шевченко пришёл к выводу о том, что рукописи «Записки» никогда не существовало, а её текст представляет собой фальсификат Газе, изготовленный для Румянцева, который был заинтересован в русских исторических сюжетах и готов платить за них.
Сторонником фальсифицированности «Записки» выступает И. П. Медведев в ряде своих работ и дополняет исследование И. И. Шевченко. И. П. Медведев обнаружил также «Письмо Максима Катилианоса» — список ещё одного неизвестного (псевдо)византийского документа, сделанный рукой Газе. Текст этого письма подтверждает выдвинутую Газе (и не признанную современной наукой) идентификацию византийского топонима «Сарат» как названия города Сурож (Судак) в Крыму; ныне Сарат отождествляют с рекой Серет. «Письмо Катилианоса» сопровождается архивным адресом рукописи в Национальной (Королевской) библиотеке Франции, но в данной рукописи такого текста нет. Зато, как отметил в приложении к работе Медведева Шевченко, с литературной точки зрения это сочинение представляет собой близкое подражание речи Иоанна Евгеника, писателя XV века, причём номера страниц в рукописи Газе как раз соответствуют именно номерам страниц известной рукописи с речью Евгеника, откуда составитель и заимствовал нужные ему пассажи. Медведев и Шевченко приходят к выводу, что Газе является автором ещё одной подделки, что подкрепляет и тезис о подложности «Записки готского топарха». После публикации этой статьи Медведева Н. А. Ганина, раньше защищавшая подлинность «Записки», признала её подложность.
Поддержали доводы И. И. Шевченко и многие другие историки, например, С. А. Иванов, Х.-Ф. Байер и А. П. Толочко. В исторических работах информацию из «Записки», как правило, не используют.

## Попытки опровергнуть недоверие
Не всё историческое сообщество стремится признать «Записку» выдумкой К. Б. Газе. В одном случае выводы И. И. Шевченко не приняты во внимание (как, например, первоначально у А. Н. Сахарова в его работе о «Дипломатии Святослава» и у М. Ю. Брайчевского), в другом случае они признаются вескими, но лишь частично (смотри, например, у А. П. Каждана  и М. Б. Щукина).
Некоторая часть исследователей начала полемику с И. И. Шевченко. И. Божилов выступил первым против гипотезы о неподлинности «Записок». Доводы И. Божилова были поддержаны Т. М. Фадеевой и А. К. Шапошниковым, С. В. Харитоновым и другими. Последний особенно раскритиковал доказательства И. И. Шевченко.

## Издания и переводы

### На греческом и латинском языках
- Notae philologicae et historicae in Leonis Diaconi Historiam // Leonis Diaconi Caloënsis Historia, scriptoresque alii ad res Byzantinas pertinentes / Ed. C. B. Hase. — Parisiis: Regia, 1819. — P. 254C-259B.
- Notae philologicae et historicae in Leonis Diaconi Historiam // Leonis Diaconi Caloënsis Historiae libri decem et liber de velitatione bellica Nicephori Augusti / Ed. C. B. Hase. — Bonnae: E. Weber, 1828. — P. 496—504.

### На русском языке
- Васильевский В. Г. Записка греческого топарха // Он же. Труды. — СПб.: Императорская Академия наук, 1909. — Т. 2. — Вып. 1. — С. 146—189.
- Вестберг Ф. Записка готского топарха. — СПб.: Императорская Академия наук, 1910. — 122 с.
- Исторические примечания на Историю Льва Диакона // История Льва Диакона Калойского и другие сочинения византийских писателей / Пер. с греч. Д. Попова. — СПб.: Императорская Академия наук, 1820. — С. 193—197.
- Литаврин Г. Г. «Записка греческого топарха» (Документ о русско—византийских отношениях в конце X века) // Из истории средневековой Европы (X—XVII вв.) / Под ред. С. Д. Сказкина. — М.: Издательство МГУ, 1957. — С. 114—130.
- Харитонов С. В. О средневековом письменном памятнике «Записка готского топарха» в связи с результатами археологических исследований Эски—Кермена и его округи // Археологические вести. — 2003. — Вып. 10. — С. 307—309.

### На английском языке
- Ševčenko I. The Date and Author of the So—Called Fragments of Toparcha Gothicus // Dumbarton Oaks Papers. — 1971. — Vol. 25. — P. 123—127.

### На болгарском языке
- Записка на готския топарх // Гръцки извори за българската история. — София: Българската Академия на науките, 1964. — Т. V. — С. 296—302.

### На польском языке
- Anonim Hasego // Testimonia najdawniejszych dziejów Słowian. Seria grecka. — Warszawa: Slawistyczny Ośrodek Wydawniczy, 1995. — Zeszyt 3: Pisarze z VII—X wieku. — S. 503—525.